# Christian Tiemroth (politiker)
 Der er flere personer med dette navn, se Christian Tiemroth.
Christian Tiemroth (født 22. december 1799 i København, død 4. september 1888 på Frederiksberg) var en dansk koloniembedsmand og politiker, far til Charles Frederik og Christian Tiemroth.
Han var søn af koncertmester Christian Tiemroth, blev student 1818 fra Metropolitanskolen og juridisk kandidat 1826. Han blev 1828 fuldmægtig ved de vestindiske etablissementer og ansattes 1829 i Trankebar, men forflyttedes næste år til Serampore og blev 1834 medlem af rådet i Frederiksnagore. På grund af stridigheder med de andre embedsmænd blev han 1836 suspenderet og rejste hjem til Danmark; her gav myndighederne ham dog medhold og udsendte ham 1838 på ny, men til Trankebar som øverste dommer. Han forblev her indtil afhændelsen 1846 og levede siden i København som regeringsråd.
Fra 27. maj 1853 til 14. juni 1858 var han folketingsmand for Helsingørkredsen som udpræget nationalliberal; han tog jævnlig del i forhandlingerne, men øvede kun ringe indflydelse, fordi han altid havde lyst til at indtage særstandpunkter, jævnlig af en ret besynderlig art. Han ville således 1853 ikke stemme for Arvefølgeloven, men fremkom endnu ved dens sidste behandling med nye indstillinger; stemte 1855 mod Fællesforfatningen, som aldrig kunne blive rigtig konstitutionel, og påstod, at Landstingets samtykke til den på grund af forbeholdet egenlig var en forkastelse. Ligeledes stemte han 1857 mod Næringsloven, skønt han personlig ønskede fuld næringsfrihed, og foreslog en egen løsning af fæstesagen, hvorefter også godsejeren skulle kunne købe fæstegården mod at udrede en vis sum til fæstebonden. 1858 søgte han forgæves valg i København som kandidat for næringsfrihedens modstandere og var 1859 et halvt år redaktør af Advertissementstidende. Desuden udgav han flere politiske småskrifter, således 1853 om arvefølgesagen, 1854 mod ministeriet Ørsted, 1855 mod Fællesforfatningen og 1859 mod ministeriet Halls politik; de var lige så knudrede i tankegangen som i stilen. Han døde 4. september 1888.
29. oktober 1840 ægtede han i Trankebar (Zions Kirke) Charlotte Mathilde Stricker (født 10. november 1822, død 1. april 1909 på Frederiksberg), datter af kaptajn, senere major Johan Ditlev Stricker og Johanne Frederikke, f. Stricker.
Han er begravet på Frederiksberg Ældre Kirkegård.